# Pterorhinus
Pterorhinus é um gênero da família Leiothrichidae encontrado na Ásia.

## Espécies
O gênero contém 23 espécies:
- Pterorhinus ruficollis
- Pterorhinus nuchalis
- Pterorhinus chinensis
- Pterorhinus mitratus
- Pterorhinus treacheri
- Pterorhinus vassali
- Pterorhinus galbanus
- Pterorhinus courtoisi
- Pterorhinus gularis
- Pterorhinus delesserti
- Pterorhinus albogularis
- Pterorhinus ruficeps
- Pterorhinus davidi
- Pterorhinus pectoralis
- Pterorhinus poecilorhynchus
- Pterorhinus caerulatus
- Pterorhinus berthemyi
- Pterorhinus lanceolatus
- Pterorhinus woodi
- Pterorhinus waddelli
- Pterorhinus koslowi
- Pterorhinus sannio
- Pterorhinus perspicillatus